# José Luis Carazo
 José Luis Carazo (nacido en Nava del Rey, Valladolid el 19 de abril de 1948) es un periodista español.
Fue uno de los fundadores del diario Sport de Barcelona, el 3 de noviembre de 1979 y llegó a ser el subdirector de dicho periódico. En el año 2011 se retiró del medio catalán e ingreso como tertuliano al programa de Intereconomía, Punto Pelota. Actualmente es colaborador de diversos medios como ONA FM, Canal Català, BTV y 8TV.
Fue despedido, junto con todos los otros colaboradores, de Punto Pelota el 4 de diciembre de 2013.
A partir del 6 de enero de 2014, participó junto al resto de colaboradores y con Josep Pedrerol en "El Chiringuito de Jugones".